# AN/APG-80
AN/APG-80は、ノースロップ・グラマンが開発したパルスドップラー・レーダー。アクティブ・フェーズドアレイ・アンテナを採用しており、F-16E/F向けに設計・製造された。開発当初はAPG-68ABR（ABRはAgile Beam Radarの略）と呼称されていた。

## 設計・性能
AN/APG-80は、AN/APG-68をもとに、フロントエンド（アンテナ部分）をアクティブ・フェーズドアレイ（AESA）化したものであり、約1,000個の送受信モジュールを有する。従来の機械走査型レーダーと比較して、はるかに広いレーダー探知範囲を有しており、高解像度の合成開口レーダー画像を作成でき、信頼性は2倍へ向上した。また、ノースロップ・グラマンの第4世代トランスミッタ/レシーバ・モジュール技術の恩恵を受ける最初のレーダーでもあり、空対空目標・空対地目標と航空機地形追従機能を同時に複数目標の追尾ために使用することが出来るなど高度な空対地モードと空対地モードを備えている。
F-16用として設計されたが、フロントエンドの形状が変わった関係で搭載には機首部分を再設計する必要があった。よってF-16E/F以前の機体には対応しておらず、代わりにAN/APG-83が開発されている。

## 開発
アラブ首長国連邦は、航空機の運用の中核であるAN/APG-80を含め、F-16E/F（Block 60）の開発費に30億ドルを資金供給した。また、この機体の輸出は"米国が自国より優れた戦闘機を海外へ販売した初めての例"として、フライトグローバルによって報じられた。
AN/APG-80は2003年7月中旬にロッキード・マーティンのF-16 Block 60レーダー・チームの関係者により、ボルチモアで実施したレーダー受領テストの結果、ロッキード・マーティンのエアロナショナル・カンパニーの施設に納入された。また9月に最初のF-16 Block 60に搭載し、11月下旬の初飛行予定であると発表された。一方でBAC 1-11テストベッド機に搭載されたテストレーダーを使用しての追加のソフトウェアモードのテストは来年も継続されるという。その後APG-80を搭載したF-16 Block 60が2003年12月7日に初飛行し、2005年後半までにUAE向けの80機のF-16 Blcok 60用のレーダーが納入された。